# Cubo de Bateson

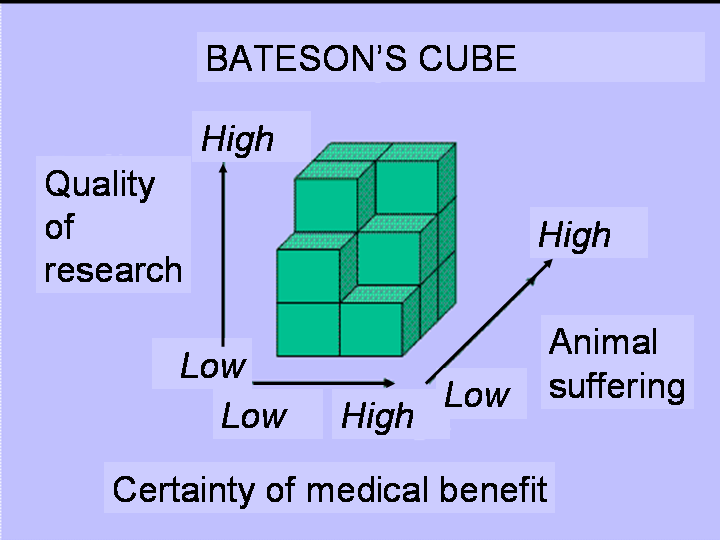
El cubo consta de tres ejes que miden el sufrimiento, la certeza del beneficio y la calidad de la investigación. Si la investigación es de alta calidad, seguramente será beneficiosa y no va a infligir sufrimiento, entonces caerá en la sección vacía (frontal superior), lo que significa que la investigación podría continuar. Las investigaciones dolorosas, de baja calidad y con menor probabilidad de éxito se situarán en la parte baja posterior, dentro del área maciza, y no deberían continuar. La mayor parte de las investigaciones no se ubicarán de forma inequívoca, pero el principio rector general es que en "zona vacía" se puede continuar, en "zona maciza" no.

El cubo de Bateson es un modelo de análisis de costo-beneficio utilizado en la experimentación con animales y desarrollado por el profesor Patrick Bateson, presidente de la Sociedad Zoológica de Londres.
El cubo de Bateson evalúa las diversas propuestas de investigación experimental mediante el uso de tres criterios:
- El grado de sufrimiento animal,
- La calidad de la investigación,
- El beneficio médico potencial.

Bateson sugirió que toda investigación que no reúna estos requisitos no debería ser aprobada o llevada a cabo, en conformidad con el Animals Scientific Procedures Act de 1986. No pretende ser un modelo formal con la finalidad de llegar a transacciones óptimas, sino una herramienta para tomar resoluciones legales, puesto que los tres ejes no representan conceptos homogéneos. Además, el tercer criterio no necesariamente tiene que suponer un beneficio médico, sino que podría ser cualquier forma más amplia de utilidad.